# Bahnstraße 12 (Bergheim)

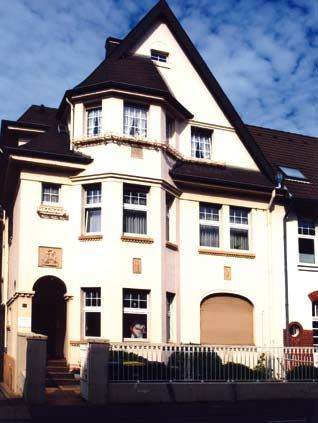
Das historische Haus in der Bahnstraße Nr. 12

Das Haus Bahnstraße 12 (auch Haus Ruland genannt) ist ein im Jahr 1914/15 erbautes Gebäude, welches sich in der Innenstadt der Kreisstadt Bergheim im Rhein-Erft-Kreis befindet.

## Baugeschichte und Architektur
Zu Beginn des 20. Jahrhunderts herrschte in Bergheim ein Mangel an Wohnungen, die preiswert waren, sich aber auch den geänderten Wohnbedürfnissen anpassten. Um dieses Problem zu lösen, gründete sich 1905 der „Bauverein Bergheim“. Sein Ziel war es, den neu geplanten Straßenzug zwischen Kölner Straße und Commerstraße nach den Vorstellungen moderner Architektur zu bebauen. Auch dem Gemeinderat war es wichtig, die Wohnsituation in Bergheim zu verbessern. Deshalb beauftragte er 1905 den Bauverein, diesen Straßenzug zu erschließen. Der Bauverein wiederum beauftragte den Bedburger Architekten und späteren Kreisbaumeister Anton Ruland mit der Planung der Wohnhäuser. Bereits 1906 konnte mit dem Bau der ersten Wohnungen (Nr. 18 und 20) begonnen werden. Als der Bauverein in den 1930er Jahren aufgelöst wurde, gingen die Immobilien in den Besitz der Stadt Bergheim über.
Das Haus Nr. 12 (Haus Ruland) wurde in den Jahren 1914/15 von Kreisbaumeister Anton Ruland erbaut. In dem zweieinhalbgeschossigen Gebäude wohnte Ruland mit seiner siebenköpfigen Familie. Sein Architekturbüro unterhielt er im Nachbarhaus Nr. 10, das er vom Bauverein Bergheim erworben hatte. Die beiden Häuser waren auf jeder Etage miteinander
verbunden.